# Новосёловка (Доманёвский район)
Новосёловка (укр. Новоселівка) — село в Доманёвском районе Николаевской области Украины.
Население по переписи 2001 года составляло 188 человек. Почтовый индекс — 56455. Телефонный код — 5152. Занимает площадь 0,863 км².
В селе родились Герои Советского Союза Иван Лихой и Арсентий Твердохлебов.

## Местный совет
56455, Николаевская обл., Доманёвский р-н, с. Владимировка, ул. Ленина, 26